# Renealmia battenbergiana
{{Bảng phân loại
| name = Renealmia battenbergiana
| status = 
| status_system = 
| status_ref = 
| image = 
| image_caption = 
| regnum = Plantae
| unranked_divisio = Angiospermae
| unranked_classis = Monocots
| unranked_ordo = Commelinids
| ordo = Zingiberales
| familia = Zingiberaceae
| genus = Renealmia
| species = R. battenbergiana
| binomial = Renealmia battenbergiana
| binomial_authority = [[George Baker Cummins|Cummins]] ex Baker
| range_map = 
| range_map_caption = 
| synonyms = 
}}
Renealmia battenbergiana là một loài thực vật có hoa trong họ Gừng. Loài này được Cummins ex Baker miêu tả khoa học đầu tiên năm 1898.